# Seminario de San Jerónimo
El Seminario de San Jerónimo fue el primer colegio de jóvenes que se fundó en Arequipa en 1619 y el único existente para la educación superior durante la época del Virreinato del Perú en esa ciudad. Salieron de sus aulas jóvenes ideólogos, que desde 1810 tomaron destacada parte en los movimientos por la Independencia del Perú, como Francisco Xavier de Luna Pizarro y Pacheco, Mariano Melgar Valdivieso, Francisco de Paula González Vigil, Mariano José de Arce, José María Corbacho y Abril, Benito Lazo, Andrés Martínez y Orihuela, Evaristo Gómez Sánchez, Francisco Quiroz, y otros personajes como Mariano Eduardo de Rivero y Ustariz, científico, fundador del Museo Nacional de Arqueología, Antropología e Historia del Perú de Lima, el Dr. José Gregorio Paz Soldán y Ureta, ministro de gobierno y relaciones exteriores del Perú en 1845, 1858 y 1862, el Dr. Nicanor Pórcel de Rivero, rector del Seminario de San Jerónimo y rector de la Universidad Nacional del Gran Padre San Agustín de Arequipa del 1876 al 1887, el coronel Francisco Bolognesi Cervantes, Comandante de la plaza militar de Arica en la Guerra del Pacífico, el Dr. Manuel Segundo Ballón y Manrique, obispo de Arequipa del 1898 al 1905, y su profesor de teología, fray Mariano Holguín Maldonado, obispo de Arequipa del 1906 al 1935, y otros.

## Fundación
Las universidades de San Marcos de Lima, San Antonio Abad del Cuzco y San Francisco Xavier de Chuquisaca fueron los únicos centros civiles de estudios superiores existentes a comienzos del siglo XVII en el Virreinato del Perú. Todas ellas situadas muy distantes a la creciente ciudad de Arequipa, por lo que fray Pedro de Perea y Diez de Medina, obispo de Arequipa del 1619 al 1630, decidió fundar en 1619 el colegio seminario conciliar de San Jerónimo de Arequipa, que comenzó a funcionar en 1623. Latín, filosofía y teología fueron los cursos básicos que se enseñaban.

## Refacción y reorganización
Los obispos de Arequipa refaccionaron el seminario de los graves daños causados por los temblores fuertes y terremotos que aplacaron la ciudad de Arequipa a lo largo del tiempo. El Dr. Juan Bravo del Ribero y Correa, obispo de Arequipa del 1743 al 1752, hizo refaccionar el seminario en 1745.
Pedro José Chávez de la Rosa y Galván, obispo de Arequipa del 1788 al 1804, reorganizó completamente el Seminario de San Jerónimo, dándole nuevas normas en 1802, donó su biblioteca, que contenía numerosas obras de enciclopedistas franceses y de ideólogos ingleses del siglo de la ilustración (el fondo bibliográfico fue además aumentado con la biblioteca de los jesuitas expatriados), y logró forjar un centro liberal de estudios superiores. La enseñanza comprendía las siguientes asignaturas: latín, gramática castellana, lenguas orientales (griego, hebreo y árabe), matemática, física, filosofía, teología, sagrada escritura, disciplina eclesiástica, ritos y cómputo, derecho natural, civil y canónico. 
El Seminario de San Jerónimo fue el semillero de las ideas liberales que formaron a la generación de jóvenes, tribunos académicos y próceres de la independencia del Perú, que desde 1810 tomaron parte activa y decisiva en el movimiento emancipatorio.
Bartolomé Herrera, obispo de Arequipa del 1860 al 1864, que fue su profesor de filosofía, le dio un nuevo reglamento para los ordenados sacerdotes. El Dr. José Benedicto Torres Romero, obispo de Arequipa del 1869 al 1880, hizo reparar los daños causados al seminario por el terremoto del 13.08.1868. Su sucesor, el Dr. Juan Ambrosio Huerta Galván, obispo de Arequipa del 1880 al 1897, continuó con la refacción del seminario.

## El Seminario Arquidiocesano San Jerónimo
Hoy en día se presenta el Seminario conciliar de San Jerónimo en su nuevo edificio. Ubicación y fotos en http://www.seminariosanjeronimoarequipa.org.peArchivado+el+15+de+diciembre+de+2011+en+Wayback+Machine.